# Expresie matematică
În matematică, o expresie sau expresie matematică este o combinație finită de simboluri, bine formată după reguli care depind de context. Simbolurile matematice pot desemna numere (constante), variabile, operații, funcții, paranteze, punctuație și grupare pentru a ajuta la determinarea ordinii operațiilor și alte aspecte ale sintaxei matematice.
Mulți autori disting o expresie de o formulă, prima definind un obiect matematic, iar a doua o afirmație despre obiecte matematice. De exemplu, {\displaystyle 8x-5} este o expresie, în timp ce {\displaystyle 8x-5\geq 5x-8} este o formulă (expresie relațională). Un alt aspect apare în matematica modernă, în special în calculul formal, unde formulele sunt privite ca expresii care pot fi evaluate prin valoare de adevăr adevărate sau false, în funcție de valorile variabilelor care apar în expresii. De exemplu {\displaystyle 8x-5\geq 5x-8} este falsă dacă x are o valoare mai mică decât –1 și adevărată în caz contrar.

## Exemple
Expresiile pot fi simple, ca:
{\displaystyle 3+8}
{\displaystyle 8x-5}   (polinom de gradul întâi)
{\displaystyle 7{{x}^{2}}+4x-10}   (polinom de gradul al doilea)
{\displaystyle {\frac {x-1}{{{x}^{2}}+12}}}   (fracție rațională)
sau relativ complicate, ca: 
{\displaystyle f(a)+\sum _{k=1}^{n}\left.{\frac {1}{k!}}{\frac {d^{k}}{dt^{k}}}\right|_{t=0}f(u(t))+\int _{0}^{1}{\frac {(1-t)^{n}}{n!}}{\frac {d^{n+1}}{dt^{n+1}}}f(u(t))\,dt.}

## Sintaxă și semantică

### Sintaxă
O expresie este o construcție sintactică. Trebuie să fie bine formată: operatorul permis trebuie să aibă numărul corect de intrări în locurile corecte, caracterele care alcătuiesc aceste intrări trebuie să fie valide, ordinea operațiilor trebuie să fie clară etc. Șirurile de simboluri care încalcă regulile de sintaxă nu sunt bine formate și nu sunt expresii matematice valide.
De exemplu, în notația uzuală din aritmetică expresia {\displaystyle 1+2\times 3} este bine formată, dar expresia următoare nu: 
{\displaystyle \times 4)x+,/y}.

### Semantică
Semantica este studiul înțelesului. Semantica formală este despre asocierea unui sens (înțeles) expresiilor.
În algebră, o expresie poate fi utilizată pentru a desemna o valoare, care ar putea depinde de valorile atribuite variabilelor care apar în expresie. Determinarea acestei valori depinde de semantica atașată simbolurilor expresiei. Alegerea semanticii depinde de contextul expresiei. Aceeași expresie sintactică {\displaystyle 1+2\times 3} poate avea valori diferite (matematic 7, dar și 9), în funcție de ordinea operațiilor implicată de context.
Regulile semantice pot preciza că anumite expresii nu desemnează nicio valoare (de exemplu, atunci când implică împărțirea la 0); se spune că astfel de expresii au o valoare nedefinită, dar sunt totuși expresii bine formate. În general, sensul expresiilor nu se limitează la desemnarea valorilor; de exemplu, o expresie ar putea desemna o condiție sau o ecuație care urmează să fie rezolvată sau poate fi privită ca un obiect în sine care poate fi manipulat conform anumitor reguli. Anumite expresii care desemnează o valoare exprimă simultan o condiție care se presupune că există, de exemplu, cele care implică operatorul {\displaystyle \oplus } pentru a desemna o sumă directă internă.

### Limbaje formale și calcul lambda
Limbajele formale permit formalizarea conceptului de expresii bine formate.
În anii 1930, un nou tip de expresii, numite expresii lambda, au fost introduse de Alonzo Church și Stephen Kleene pentru formalizarea funcțiilor și evaluării acestora. Ele formează baza pentru calculul lambda, un sistem formal utilizat în logica matematică și teoria limbajelor de programare.
Echivalența a două expresii lambda este indecidabilă. Acesta este și cazul expresiilor care reprezintă numere reale, care sunt construite din numere întregi utilizând operațiile aritmetice, logaritmii și ridicarea la putere (teorema Richardson).